# Stubenbrücke
Le Stubenbrücke est un pont de Vienne sur la rivière du même nom entre les arrondissements d'Innere Stadt et de Landstrasse.

## Histoire
Depuis au moins le début du XVe siècle se trouve au même endroit un pont sur la voie entre la Stubentor et l'église Saint-Nicolas et Ungargasse (de), la route pour la Hongrie. Ce pont est reconstruit à plusieurs reprises.
À la fin du XIXe siècle, dans le cadre de la régulation de la Vienne, de nombreux ponts sont construits ou reconstruits. Les architectes Josef Hackhofer et Friedrich Ohmann conçoivent les nouveaux ponts entre le Stadtpark et l'embouchure de la Vienne dans le canal du Danube : Stubenbrücke, Zollamtssteg, Kleine Marxerbrücke (de), Radetzkybrücke (de). Le maître d'œuvre est Ignaz Gridl (de).
Le pont est rénové à plusieurs reprises et reconstruit, notamment après la Seconde Guerre mondiale et en 1959. À proximité, la ligne U3 du métro franchit la Vienne depuis 1991.
En 2001, dans le cadre de son exposition au musée des arts appliqués, l'artiste Franz West installe quatre Têtes de lémurien sur les pylônes du Stubenbrücke. Prévus le temps de l'exposition, les sculptures restent ensuite. Elles sont retirées en 2014 pour leur restauration puis remises le 28 janvier 2016.

## Source de la traduction
- (de) Cet article est partiellement ou en totalité issu de l’article de Wikipédia en allemand intitulé « Stubenbrücke » (voir la liste des auteurs).